# Туманов, Ыбрай
Ыбра́й Тума́нов (кирг. Ыбырай Туманов; 20 октября 1888, деревня Ак-Булун, Каракольский уезд, Российская империя, ныне Кыргызстан — 29 июля 1967, Фрунзе, Киргизская ССР, ныне Бишкек, Кыргызстан) — киргизский композитор и исполнитель на комузе.

## Биография
Учился игре на комузе у Осмонова в 1898—1910 годах.
В 1936—1957 годах — солист Киргизской филармонии. Писал преимущественно инструментальные пьесы для комуза (кю). Всего — более 60-ти.
Член КПСС с 1939 года.

## Сочинения
- «Мелодии» для струнного оркестра
- пьеса для комуза «Улуз Октябрь» (1919)
- пьеса для комуза «Жаш Тилек» (1924)
- пьеса для комуза «8-е марта» (1925)
- пьеса для комуза «Паровоз» (1936)
- пьеса для комуза «Марш» (1939)
- пьеса для комуза «Кутобуз» (1942)
- пьеса для комуза «Достор» (1951)
- пьеса для комуза «Ала-Тоо» (1954)
- пьеса для комуза «Иссык-Куль» (1960)
- пьеса для комуза «Космонавт» (1962)
- пьеса для комуза «Гагарин» (1963)
- пьеса для комуза «Карылык» (1964)

## Награды
- 1939 — Орден «Знак Почёта» — за выдающиеся заслуги в деле развития киргизского театрального искусства
- 1951 — Народный артист Киргизской ССР